# Hemoglobinurija
Hemoglobinurija pomeni prisotnost hemoglobina (beljakovine, ki po telesu prenaša kisik) v seču v nenormalno visoki koncentraciji. Pogosto je vzrok hemolitična anemija, oblika slabokrvnosti, pri kateri pospešeno razpadajo rdeče krvničke in se zato v krvno plazmo sproščajo velike količine prostega hemoglobina. Presežni hemoglobin se filtrira skozi ledvice in se sprošča v seč ter ga rdeče obarva.
Vendar lahko rdeče obarvanje seča poleg hemoglobina povzroči tudi prisotnost drugih delcev oziroma snovi (rdeče krvničke, mioglobin, porfirini, nekatera zdravila: levodopa, rifampin ...).

## Vzroki
- akutni glomerulonefritis
- opekline
- ledvični rak
- malarija
- paroksizmalna nočna hemoglobinurija
- hemolitično-uremični sindrom (HUS)
- pielonefritis
- srpastocelična anemija
- transfuzijska reakcija
- trombotična trombocitopenična purpura (TTP)
- tuberkuloza sečil
- telesni napor
- akutna zastrupitev s svincem

## Zapleti
Hemoglobinurija lahko vodi k akutni tubularni nekrozi, ki je pogost vzrok smrti pri bolnikih z veliko poškodbami na oddelkih intenzivne nege.